# Любимов, Анатолий Сергеевич
Анато́лий Серге́евич Люби́мов (род. 22 марта 1941, Новые Айбеси, Чувашская АССР) — советский и российский гобоист и музыкальный педагог, профессор Российской академии музыки имени Гнесиных, Народный артист Российской Федерации (1993).

## Биография
В 1959 г. окончил Чебоксарское музыкальное училище, в 1964 г. — Музыкально-педагогический институт им. Гнесиных (класс профессора И. Ф. Пушечникова).
Солист симфонического оркестра Московской государственной филармонии под управлением К. П. Кондрашина (1963-68).
В 1968-72 — солист Большого симфонического оркестра Центрального телевидения и радиовещания под управлением Г. Н. Рождественского, стал первым в стране гобоистом-концертантом международного класса.
С 1970 преподаёт в Академии музыки им. Гнесиных (с 1994 профессор), одновременно профессор Сеульского университета (2000—2004, Южная Корея), профессор кафедры духовых и ударных инструментов МГИМ имени А. Г. Шнитке.
В 1972—2003 — солист Государственного академического симфонического оркестра под управлением Е. Ф. Светланова. Параллельно в течение ряда лет выступал в составе «Золотого квинтета России».
Входил в состав жюри II открытого фестиваля юных исполнителей на духовых и ударных инструментах «Серебряные трубы» (2009).
Игру гобоиста Любимова отличают хороший вкус, мягкий и приятный звук, благородность, корректность. Ей свойственны виртуозность, изящная фразировка.
Произведения, посвящённые Любимову и впервые исполненные им, создавались композиторами Чувашии А. В. Асламасом, М. А. Алексеевым, Г. Я. Хирбю, А. Г. Васильевым, В. А. Ходяшевым, Ф. С. Васильевым, а также А. Б. Лупповым (Татарстан), М. Н. Симанским (Саратов), Ч. Нурымовым (Туркмения). Концерт А. Я. Эшпая, посвящённый Любимову, удостоен Ленинской премии и исполнялся в ряде стран Европы. Выпущено 8 сольных дисков, 2 из них переизданы в Японии. Выступал на гастролях в более 40 странах мира, неоднократно — в Чувашии. В Чебоксарах традиционно проводится конкурс исполнителей на духовых инструментах, посвящённый Любимову.

## Награды и признание
- Лауреат Всесоюзного конкурса (Ленинград, 1963) — 2-я премия
- Лауреат Международных конкурсов
  - Мюнхен, 1967 — 3-я премия
  - Будапешт, 1970 — 1-я премия
- Народный артист Чувашской АССР (1976)
- Государственная премия Чувашской АССР им. К. В. Иванова (1983)[8]
- Заслуженный артист РСФСР (1986)
- Народный артист России (1993)